# 1798 en Grèce ottomane
Chronologie de la Grèce ottomane
- 1794
- 1795
- 1796
- 1797
- 1798
- 1799
- 1800
- 1801
- 1802

Cette page concerne les évènements survenus en 1798 en Grèce ottomane  :

## Événement
- 23 octobre : Bataille de Nicopolis
- 18 novembre-3 mars 1799 : Siège de Corfou

## Naissance
- Giovanni d'Athanasi, égyptologue et marchand d'art grec.
- Geórgios Fléssas d'Elias (el), combattant durant la guerre d'indépendance.
- Georges de Rapsanée, néomartyr et saint de l’Église orthodoxe.
- Drósos Drósos (el), combattant pour l'indépendance.
- Athanásios Iatrídis (el), peintre.
- Kyriákos Pittákis, archéologue.
- Dionýsios Solomós, poète, auteur du poème Hymne à la Liberté (l’hymne national grec)